# Ось «Пекин — Джакарта» (1965)
Ось «Пекин — Джакарта» — одно из употребляемых в научной и публицистической литературе названий оформившегося в 1965 году тесного политического союза между Индонезией и Китайской Народной Республикой. Союз распался уже в том же году после неудачной попытки левого переворота (Движение 30 сентября) в Индонезии.

## Развитие индонезийско-китайских отношений
Отношения между Индонезией, в 1949 году окончательно освободившейся от колониальной зависимости, и провозглашенной в том же году Китайской Народной Республикой не заходили за рамки дружественности. В 1958 году представители Индонезии на 12-й сессии Генеральной ассамблеи ООН выступали за предоставление КНР места в ООН. КНР в свою очередь предоставила Индонезии кредит в 48 миллионов швейцарских франков сроком на 10 лет. В апреле 1960 года КНР предоставила Индонезии кредит в 30 миллионов долларов для строительства трех текстильных фабрик. В декабре Индонезия и КНР подписали соглашение о двойном гражданстве китайцев, проживающих в Индонезии. 31 марта 1961 года в Джакарте был подписан Договор о дружбе и сотрудничестве с КНР.
Но соперничество Индонезии и Индии в Движении неприсоединения, где президент Индонезии Сукарно и премьер-министр Индии Джавахарлал Неру претендовали на роль лидеров, привели к тому, что во время китайско-индийского военного конфликта 1962 года Индонезия встала на сторону КНР. С июня 1962 года Китай, сворачивающий связи с СССР, начавший независимую внешнюю политику и занятый поиском новых союзников, активизировал свою политику в отношении Индонезии. Он предложил ей посредничество в конфликте с Индией, что положило начало особым отношениям между двумя странами.

## Возникновение союза Индонезии и КНР
Когда возник Индонезийско-малайзийский конфликт (1963-1966), уже Китай встал на сторону Индонезии. В январе 1963 года министр иностранных дел Индонезии Субандрио посетил Пекин, получил там полную поддержку и по возвращении в Джакарту провозгласил политику борьбы с Малайзией . В марте Китай открыто заявил, что вместе с Индонезией будет помогать антималайзийскому восстанию в Брунее.
В апреле 1963 года Индонезию посетил Председатель КНР Лю Шаоци, которому устроили не менее пышный прием, чем руководителю СССР Н. С. Хрущёву в 1960 году. 20 апреля он провел политические переговоры с Сукарно на острове Бали. Совместное коммюнике Сукарно и Лю Шаоци говорило о единстве взглядов на основные международные проблемы и называло Малайзию «западней неоколониализма. После этого на конференции журналистов стран Азии и Африки в Джакарте СССР был исключен из числа участников как «„не азиатская страна“», а осенью того же года Индонезия вышла из Международного олимпийского комитета, чтобы создать свой, на новых принципах ".
Индонезия начала сворачивать отношения с СССР и социалистическими странами и вернулась к поиску новых путей для финансирования своих грандиозных экономических проектов. 3 февраля 1964 года с КНР было заключено соглашение о техническом и экономическом сотрудничестве.
17 августа 1964 года Сукарно прямо назвал себя «товарищем Мао Цзэдуна по оружию».

## Борьба КНР и Индонезии за страны «третьего мира»
Совместные попытки Китая и Индонезии прилечь на свою сторону большинство стран Азии и Африки не приносили существенных результатов — 10 апреля 1964 года на афро-азиатскую встречу министров иностранных дел в Джакарту прислали своих представителей всего 22 государства. Индонезия и Китай призвали созвать Вторую афро-азиатскую конференцию («Второй Бандунг») в 1964 году, еще до встречи глав государств освободившихся стран, и исключить из состава участников СССР, на участии которого настаивала Индия, но также не нашли поддержки.
Распропагандированное празднование 10-летия Бандунгской конференции 1955 года 18 апреля 1965 года не оправдало надежд Сукарно, Субандрио и других руководителей Индонезии, как и руководства КНР. На торжества из 60 приглашенных стран прислали своих представителей 35 стран, причем 4 из них были представлены послами. Из высокопоставленных гостей прибыли только главы правительств КНР и ДРВ Чжоу Эньлай и Фам Ван Донг и заместитель премьер-министра Лаоса Суфанувонг .
Субандрио прилагал немалые усилия для подготовки и проведения в Алжире Второй афро-азиатской конференции. Однако позиция Индонезии и Китая по вопросу об участии в Конференции СССР, а также свержение алжирского президента Ахмеда Бен Беллы 19 июня 1965 года, привели к тому, что 2 ноября конференция была отложена на неопределенное время и не состоялась вообще.

## Окончательное оформление оси «Пекин-Джакарта»
7 января 1965 года, после того, как Малайзия стала непостоянным членом Совета Безопасности ООН, Сукарно объявил о выходе Индонезии из ООН и направил Субандрио в Пекин, включив в состав делегации военных во главе с главнокомандующим ВМС. Там Премьер Госсовета КНР Чжоу Эньлай и министр иностранных дел КНР маршал Чэнь И поддержали действия Сукарно. Чэнь И предложил создать «ООН революционного типа», а Чжоу Эньлай — «революционную ООН» . Однако кроме Индонезии и КНР идею создания новой ООН не поддержал никто. 28 января было опубликовано совместное китайско-индонезийское заявление, которое оформило возникновение оси «Пекин — Джакарта». Китай заявлял о поддержке провозглашенного Сукарно курса «опоры на собственные силы». Предусматривалось расширение взаимной торговли, морских перевозок, увеличение военного сотрудничества. КНР давала Индонезии кредит в 80 миллионов долларов. При том, что Субандрио открыто заявил, что между КНР и Индонезией не было заключено военного союза или пакта, китайские руководители заверили Сукарно, что тот может рассчитывать на военную помощь Китая в случае расширения конфликта с Малайзией.
Кроме Сукарно и Субандрио основным союзником Китая в Индонезии стала Коммунистическая партия Индонезии. Её лидеры Айдит, Ньото, Лукман и др. одновременно поддерживали и новые идеологические установки китайского лидера Мао Цзэдуна, и левый национализм Сукарно.
30 мая было заключено новое соглашение об экономическом сотрудничестве, по которому КНР обязалась построить в Индонезии множество промышленных объектов. Однако экономически слабый Китай не мог обеспечить средствами развернутое Сукарно грандиозное строительство и военные приготовления Индонезии. КНР пообещала лишь 218, 2 миллионов долларов кредитов и безвозмездной помощи до 1967 года, но и этого не смогла выполнить.

## Крах «Оси»
Сближение с коммунистическим Китаем и усиление влияния левых сил вызвало недовольство в среде командования армии Индонезии. И Сукарно, и Китай, и Компартия Индонезии были заинтересованы в устранении с арены этих противников оси «Пекин-Джакарта». Когда возникло направленное против правых индонезийских генералов Движение 30 сентября, руководители Китайской Народной Республики оказались в курсе всех событий. 30 сентября 1965 года на приеме в Пекине в случаю 16-й годовщины КНР они заявили членам индонезийской делегации Хайрулу Салеху и Али Састроамиджойо, что теперь обе страны будут отмечать национальный праздник в один день — 1 октября, и что Чжоу Эньлай известит, «какой большой подарок преподнесет Индонезия к этому дню». Членам делегации был даже показан список арестованных в Джакарте генералов.
Однако попытка левого переворота была подавлена армией во главе с генералом Сухарто, а Сукарно вынужден был занять выжидательную позицию, постепенно утрачивая контроль над ситуацией. 3 октября Лю Шаоци и Чжоу Эньлай направили ему телеграмму поддержки, но ось «Пекин-Джакарта» уже прекращала своё существование. Армия перенесла удар на Коммунистическую партию Индонезии, а армейская пресса стала прямо обвинять КНР в поддержке «Движения 30 сентября». В середине октября был разгромлен и сожжен китайский университет в Джакарте, а военные провели обыск в канцелярии торгового советника посольства КНР. Перед зданием посольства не прекращались антикитайские демонстрации. 18 октября КНР отреагировала нотой протеста, а на следующий день китайская пресса открыто поддержала «Движение 30 сентября». Несмотря на все это, 23 октября Сукарно прямо выступил против дальнейшего ухудшения отношений с Китаем. Но единственное, чего ему удалось добиться, это сохранения с КНР дипломатических отношений. Власть в Индонезии переходила к генералу Сухарто, который проводил антикоммунистические репрессии и не испытывал симпатий к коммунистическому Китаю.
Ось «Пекин-Джакарта» распалась.